# Politischer Soldat
Politischer Soldat è il terzo album del gruppo rock neonazi tedesco Stahlgewitter, pubblicato nel 2002.
In Germania è stato bandito dal 31 ottobre 2002.

## Tracce
1. Begrüßungsworte von Bundeskanzler Gerhard Schröder - 0:16
2. Das wahre Deutschland - 5:37
3. Zurück zu unseren Traditionen - 3:34
4. Pseudodeutscher - 4:07
5. Sommer in Sebnitz - 5:02
6. Die letzte Opposition - 6:00
7. Politischer Soldat - 4:48
8. Was immer auf Erden besteht - 3:52
9. Sie fürchten unser Wort - 3:27
10. Völker wehrt euch (One-World Mafia) - 4:57
11. Ruhm und Ehre II - 4:16
12. Der V-Mann - 4:57
13. Achtundachtzig - 1:24